# Nymphopsis curtiscapus
Nymphopsis curtiscapus là một loài nhện biển trong họ Ammotheidae. Loài này thuộc chi Nymphopsis. Nymphopsis curtiscapus được miêu tả khoa học năm 1974 bởi Stock.